# العلاقات اليابانية الصربية
العلاقات اليابانية الصربية هي العلاقات الثنائية التي تجمع بين اليابان وصربيا.

## مقارنة بين البلدين
هذه مقارنة عامة ومرجعية للدولتين:
| وجه المقارنة                                              | اليابان         | صربيا                                                      |
| --------------------------------------------------------- | --------------- | ---------------------------------------------------------- |
| المساحة (كم2)                                             | 377.97 ألف      | 88.36 ألف                                                  |
| عدد السكان (نسمة)                                         | 126.79 مليون    | 7.02 مليون                                                 |
| الكثافة السكانية (ن./كم²)                                 | 335.45          | 79.45                                                      |
| العاصمة                                                   | طوكيو           | بلغراد                                                     |
| اللغة الرسمية                                             | اللغة اليابانية | اللغة الصربية                                              |
| العملة                                                    | ين ياباني       | دينار صربي                                                 |
| الناتج المحلي الإجمالي (بليون دولار)                      | 4.87 تريليون    | 41.43 مليار                                                |
| الناتج المحلي الإجمالي (تعادل القوة الشرائية) بليون دولار | 5.18 تريليون    | 100.13 مليار                                               |
| الناتج المحلي الإجمالي الاسمي للفرد دولار أمريكي          | 34.52 ألف       | 5.24 ألف                                                   |
| الناتج المحلي الإجمالي للفرد دولار أمريكي                 | 36.62 ألف       | 13.59 ألف                                                  |
| مؤشر التنمية البشرية                                      | 0.903           | 0.771                                                      |
| رمز المكالمات الدولي                                      | +81             | +381                                                       |
| رمز الإنترنت                                              | .jp             | .rs، .срб ‏                                                 |
| المنطقة الزمنية                                           | توقيت اليابان   | توقيت وسط أوروبا، ت ع م+01:00، ت ع م+02:00، أوروبا/بلغراد ‏ |

## مدن متوأمة
في ما يلي قائمة باتفاقيات التوأمة بين مدن يابانية وصربية:
- ترتبط فوجيمي مع شاباتس باتفاقية توأمة.
- ترتبط أوكاياما مع ليسكوفاتس باتفاقية توأمة.

## منظمات دولية مشتركة
يشترك البلدان في عضوية مجموعة من المنظمات الدولية، منها:
| علم المنظمة | اسم المنظمة                               | تاريخ انضمام اليابان | تاريخ انضمام صربيا |
| ----------- | ----------------------------------------- | -------------------- | ------------------ |
|             | مجموعة الموردين النوويين                  | ?                    | ?                  |
|             | يونسكو                                    | 2 يوليو 1951         | 20 ديسمبر 2000     |
|             | الفريق المعني برصد الأرض                  | ?                    | ?                  |
|             | مؤسسة التمويل الدولية                     | 20 يوليو 1956        | 25 فبراير 1993     |
|             | المركز الدولي لتسوية المنازعات الاستشارية | 16 سبتمبر 1967       | 8 يونيو 2007       |
|             | منظمة حظر الأسلحة الكيميائية              | ?                    | ?                  |
|             | مؤسسة التنمية الدولية                     | 27 ديسمبر 1960       | 25 فبراير 1993     |
|             | وكالة ضمان الاستثمار متعدد الأطراف        | 12 أبريل 1988        | 19 مارس 1993       |
|             | الاتحاد البريدي العالمي                   | ?                    | ?                  |
|             | الاتحاد الدولي للاتصالات                  | 29 يناير 1879        | 1 يونيو 2001       |
|             | منظمة الشرطة الجنائية الدولية             | ?                    | ?                  |
|             | الأمم المتحدة                             | 18 ديسمبر 1956       | 1 نوفمبر 2000      |
|             | البنك الدولي للإنشاء والتعمير             | 13 أغسطس 1952        | 25 فبراير 1993     |
|             | المنظمة الهيدروغرافية الدولية             | ?                    | ?                  |

## وصلات خارجية
- موقع وزارة الخارجية اليابانية
- موقع وزارة الخارجية الصربية